# Summer Bartholomew
Summer Bartholomew (nacida el 20 de noviembre de 1951 en Merced, California[cita requerida]) es una actriz, presentadora de televisión y ganadora del concurso de belleza Miss USA 1975.
Nació en 1951 y eligió su nombre por un personaje de un cómic de Steve Canyon. Su segundo nombre era Robin. Su primera experiencia en un concurso fue en 1973, cuando ganó el título de Miss Heineken. En 1973, también ganó el título de Maid of California. A continuación, ganó el título de Miss California USA en 1975 y pasó a ganar la corona de Miss USA. Concursó en el certamen Miss Universo 1975 celebrado en El Salvador y quedó en segundo lugar por detrás de la ganadora, Anne Marie Pohtamo, de Finlandia. Bartholomew también fue jurado del concurso Miss USA de 1977 a 1982.
También es conocida por su carrera en concursos. A finales de 1984 se convirtió en la presentadora del concurso Sale of the Century, tras un breve periodo como presentadora y giradora de cartas en Wheel of Fortune en 1982. Apareció en la película Love Is Forever, con Michael Landon y Priscilla Presley. Bartholomew también fue presentadora de la tercera edición anual de los People's Choice Awards en 1977.

## Filmografía
- Love Is Forever (película de 1982)
- Chicago: Look Away (vídeo corto) (1988) (sin acreditar)
- Sale Of The Century (programa de concursos) (1984-1989)